# Gap
Gap (Aussprache [gap]) ist eine französische Stadt und Gemeinde und die Hauptstadt des Départements Hautes-Alpes in der Region Provence-Alpes-Côte d’Azur. Sie ist zudem Hauptort des gleichnamigen Arrondissements. Gap liegt im Süden der historischen Region Dauphiné.
Gap wurde zur Alpenstadt des Jahres 2002 gekürt.

## Geografie
Die Stadt befindet sich im Südosten Frankreichs zwischen Dauphiné und Provence umgeben von den Dauphiné-Alpen und deren Voralpen, auf einer Höhe von 750 Metern, 100 Kilometer südlich von Grenoble und 150 Kilometer nördlich von Aix-en-Provence. Sie zählt 40.656 Einwohner (Stand 1. Januar 2022) und liegt am Fluss Luye, der etwa acht Kilometer unterhalb von Gap östlich von Tallard von rechts in die Durance einmündet. Im südwestlichen Gemeindegebiet verläuft der Rousine, ein weiterer Zufluss der Durance.
Nordwestlich von Gap liegt der Nationalpark Écrins.

## Geschichte
In der Römerzeit wurde Gap Vapincum genannt und war Standort eines Truppenlagers.
Seit dem 5. Jahrhundert ist Gap Bischofssitz.
1577 und 1692 litt die Stadt unter kriegerischen Angriffen und wurde nach ihrer Eroberung geplündert.
Am Abend des 5. März 1815 traf Napoléon Bonaparte während seiner Rückkehr von Elba über die nach ihm benannte Route Napoléon (N 85) in Gap ein. 1875 erreichte die Eisenbahn von Grenoble aus die Stadt, die in den Jahren bis 1884 bis Briançon verlängert wurde.
Nach der Befreiung Frankreichs von der deutschen Besatzung im Zweiten Weltkrieg befand sich in Gap ein Internierungslager für Kollaborateure, die hier auf ihren Prozess warteten. Nachdem wenige Tage zuvor ein Appellationsgericht in Grenoble fünf Todesurteile gegen Kollaborateure aufgehoben hatte, überfielen am 4. Februar 1945 etwa 20 Bewaffnete das Internierungslager und entführten zwölf verurteilte ehemalige Angehörige der Milice française und des Parti populaire français, zwei Organisationen der Vichy-Kollaboration. Acht dieser Männer saßen für Gefängnisstrafen ein. Ihre Leichen wurden später entlang des Flusses Durance gefunden. Trotz deutlicher Ablehnung dieses Vorgehens seitens des Regierungskommissars Paul Haag konnten die Täter nie ermittelt werden.

## Bevölkerungsentwicklung
| Jahr      | 1962   | 1968   | 1975   | 1982   | 1990   | 1999   | 2007   | 2018   |
| Einwohner | 20.953 | 24.571 | 28.233 | 30.676 | 33.444 | 36.261 | 37.785 | 40.559 |

## Stadtbild und Architektur

### Stadtgliederung
Gap liegt an der Nord-Süd-Achse der N 85, die sich hier ehedem mit der N 544 / N 94 kreuzte. Die von Westen kommende N 544 ist heute zur D 944 abgestuft. Dieses historisch wichtige Wegekreuz ist heute der Place Jean Marcellin mit der Rue de Mazel / Rue Elisée mit der Rue de France. Rund um den Place Jean Marcellin, die westlich davon erbaute Kathedrale und den wenig nördlicher, erst Anfang des 20. Jahrhunderts erstellten Place de la République befindet sich die Altstadt von Gap. Nordwestlich und südöstlich um diesen historischen Stadtkern herum verlaufen die heutigen wichtigen Verkehrsstraßen. Die Stadtbebauung außerhalb davon gehört bereits zum Weichbild der Stadt. Der Bahnhof liegt wenig nordöstlich des Altstadtkerns.
Unmittelbar am modernen Stadtring sind südlich der Altstadt das Hopital de Gap, nördlich das Lycée Dominique Villars de GAP mit der Bibliothèque du Pôle universitaire de Gap und östlich das Eisstadion Stade de Glace Alp Arena sowie das Musée Muséum départemental des Hautes-Alpes angesiedelt.
In Gap befinden sich der Sitz des Bistums von Gap und Embrun mit der 1895 geweihten Kathedralkirche Notre-Dame-et-Saint-Arnoux (zweites Patrozinium nach dem Bischof Arnulf von Gap) und die Präfektur des Departements Hautes-Alpes.
Seit 1875 ist die Stadt an das Eisenbahnnetz angeschlossen. Sie Stadt liegt an der Strecke von Veynes nach Briançon. Die Hauptstrasse N85, ein Abschnitt der Route Napoleon, führt über den Bergpass Col Bayard auf 1248 Meter in das Tal des Drac und nach Grenoble.
In Gap steht das Spital Polyclinique des Alpes du Sud, ehemals CHICAS. Etwa 12 Kilometer südlich von der Stadt liegt der Flughafen Gap-Tallard. Der 30 Kilometer lange Kanal von Gap führt Trinkwasser aus dem Drac durch einen Kanaltunnel unter dem Bergpass Col de Manse zur Stadt und dient der Bewässerung im Luyetal südwestlich von Gap.

### Beachtenswerte Bauwerke
Siehe auch: Liste der Monuments historiques in Gap
Nur sechs profane Bauwerke sind in der örtlichen Denkmalliste enthalten. Neben dem von 1906 ältesten Eintrag mit der Kathedrale ist als zweites sakrales Gebäude die 1854/57 erbaute Kapelle St-Cœur-de-Marie (1990) darin verzeichnet; außerdem zwanzig Parks oder Gärten.
| Gebäude                                   | Adresse              | Typ              | Bemerkenswertes | Erbauungsjahr | Beisitz  | Unterschutzstellung | Stil                                                 | öffentlich | Ref-Nr.    |
| ----------------------------------------- | -------------------- | ---------------- | --- | ------------- | -------- | ------------------- | ---------------------------------------------------- | ---------- | ---------- |
| Hôtel de ville                            | Rue de Provence      | Rathaus          | Fassade mit Balkon und Außentreppen mit geschmiedeten Geländern                                                               | 1697          | Gemeinde | 29.11.1948          |                                                      | ja         | PA00080569 |
| Domaine de Charance                       |                      | Schloss          | Garten, Park, Mühle, Kühlkeller, Sägewerk, Wirtschaftsräume, Gehege, Brunnen, Becken mit Wasserfall, Bootshalle, Gartengrotte | 18./19. Jh.   | Gemeinde | 08.09.1987          |                                                      | ja         | PA00080568 |
| Profan-Gebäude                            | 7, rue Cyprien-Chaix |                  | Dachstuhl | 1885          | privat   | 19.09.1989          | Neogotisch, Malerei womöglich von Philibert Florence | nein       | PA00080642 |
| Schlachthaus                              |                      | Industriegebäude | Ladeanlagen, Kühlhaus, Vorratsräume, Büro                                                                                     | 1937          | Gemeinde | 03.06.2005          |                                                      | nein       | IA05001052 |
| Genossenschaftsgebäude der Milchindustrie | Rue des Silos        | Industriegebäude | | 1958          | privat   | 12.03.2007          | Beton, Stahl                                         | nein       | IA05001050 |
| Manoir de Kapados                         |                      | Herrensitz       | Terrasse, Garten, Becken, Brunnen, Bühne, Grab, Imkerei, Veranda, Lounge, Esszimmer, Halle, Ansicht, Bedachung, Interieur     | 1882          | privat   | 10.12.2015          |                                                      | nein       | PA00080570 |

Andere prägende Gebäude innerhalb des Altstadtrings wie beispielsweise die Piscine de la République stehen nicht auf dieser Liste. Die im März 1914 nach Plänen des Architekten Hippolyte Couttetar begonnenen Bauarbeiten zur Errichtung des Gebäudes wurden aufgrund der Mobilmachung zum Ersten Weltkrieg am 2. August unterbrochen und konnten erst am 19. Juli 1919 wieder fortgesetzt werden. Wegen Baukostensteigerung aufgrund von Krieg und der folgenden Inflation wurde das Bad erst am 5. Juli 1924 eröffnet. Von 1934 bis 1936 wurde das erste Schwimmbecken von Gap angebaut, das vom benachbarten Gymnasium einen direkten Zugang besaß.

## Varia
- In Gap lagen mehrmals Start- oder Zielpunkte von Etappen der Tour de France.
- In der Region wird die Käsespezialität Le Gapençais produziert.

## Städtepartnerschaften
Gap ist durch Städtepartnerschaften verbunden mit Traunstein in Bayern (Deutschland) und Pinerolo im Piemont (Italien).

## Persönlichkeiten
- Guillaume Farel (1489–1565), Reformator der französischsprachigen Schweiz sowie Vorgänger und Mitarbeiter Johannes Calvins
- François d’Estienne de Saint-Jean de Prunières (1718–1799), Bischof
- Robert Thomas (1927–1989), Schriftsteller und Regisseur
- Conrad Max Schindler (1929–2016), Geologe und Professor
- Jacques Bolognesi (* 1947), Jazzmusiker
- Martine Chevallier, Schauspielerin
- Laurent Clozel (* 1953), Mathematiker
- Christian Pouget (* 1966), Eishockeyspieler
- Emmanuelle Claret (1968–2013), Biathletin
- Gilles Grimandi (* 1970), Fußballspieler
- Christel Pascal (* 1973), Skirennläuferin
- Christine Duchamp (* 1974), Eishockeyspielerin
- Julien Blanc-Gras (* 1976), Journalist und Autor
- Baptiste Amar (* 1979), Eishockeyspieler
- Sébastien Ogier (* 1983), Rallyefahrer
- Laëtitia Roux (* 1985), Skibergsteigerin
- Claire Chapotot (* 1990), Snowboarderin
- Cyprien Sarrazin (* 1994), Skirennläufer
- Sofiane Sidi Ali (* 1995), französisch-algerischer Fußballspieler
- Lise Billon (* 1988), extreme Bergsteigerin und Kletterin